# Saint-Martin-le-Nœud

Saint-Martin-le-Nœud este o comună în departamentul Oise, Franța. În 1 ianuarie 2022 avea o populație de 1.080 de locuitori.